# 東邦音楽大学
東邦音楽大学（とうほうおんがくだいがく、英語: Toho College of Music）は、埼玉県川越市今泉84に本部を置く日本の私立大学。1938年創立、1965年大学設置。大学の略称は東邦音大（とうほうおんだい）。
創設者は三室戸為光。併設校に東邦音楽短期大学がある。川越キャンパス・文京キャンパスとも現在寮はない。同キャンパス内には東邦音楽大学附属東邦第二高等学校がある。

## 沿革
- 1938年（昭和13年） - 東京高等音楽学院の大塚分教場を東邦音楽学校として開設
- 1946年（昭和21年） - 財団法人三室戸学園設立
- 1951年（昭和26年） - 財団法人三室戸学園を学校法人三室戸学園に組織変更
- 1965年（昭和40年） - 東邦音楽大学開学
- 2004年（平成16年） - 東邦音楽大学大学院を川越キャンパスに開学
- 2018年（平成30年） - 学校法人三室戸学園が創立80周年
- 2024年（令和6年） -文京キャンパスを閉鎖し、学園全体を川越キャンパスに集約することをホームページにて発表[1]

## 学部
- 音楽学部音楽学科
  - ピアノ専攻
  - 声楽専攻
  - 管弦打楽器専攻
  - 音楽創造専攻 
    - メディアデザインコース
    - 作曲コース

  - 音楽療法専攻
  - 教職実践専攻
  - Konzertfach(演奏)専攻
  - パフォーマンス総合芸術文化専攻

## 大学院
- 音楽研究科（修士課程）
  - 音楽表現専攻
    - 器楽表現コース
    - 声楽表現コース
    - 作曲表現コース

## キャンパス
- 川越キャンパス（音楽学部）
JR埼京線・川越線南古谷駅下車、徒歩10分
東武東上線上福岡駅より西武バス南古谷行き「東邦音楽大学前」下車、徒歩1分
- 文京キャンパス（東邦音楽短期大学・大学院・総合芸術研究所・エクステンションセンター）
東京メトロ丸ノ内線新大塚駅下車、徒歩3分
東京メトロ有楽町線護国寺駅下車、徒歩8分
JR大塚駅下車、徒歩10分または都バス「大塚4丁目」下車、徒歩1分

## 系列校
- 東邦音楽大学附属東邦中学校・高等学校
- 東邦音楽大学附属東邦第二高等学校

## その他
川越キャンパスは非常に広大で綺麗な為、テレビドラマなどの撮影に頻繁に使用されている。
- 2002年放送のドラマおとうさん：田村正和の娘役深田恭子の通う音楽大学としてロケ使用された
- 2004年放送のドラマ仔犬のワルツ：竜雷太、風間トオルらの勤める音楽大学としてロケ使用された。
- 2006年放送のドラマのだめカンタービレ：コンサートホールのシーンでグランツザール（キャンパス内ホール）が使用されている。
- 2007年放送のアニメのだめカンタービレ：主人公の吹替えを東邦音楽短期大学卒業生川澄綾子が担当している。
- 2008年放送のドラマイノセント・ラヴ：北川悠仁、成宮寛貴、内田有紀らが学生時代に通った大学として、ロケ使用された。
- 2009年放送のドラマブザー・ビート：ヒロイン北川景子が通う音楽大学として、またオーケストラ参加の試験会場としてキャンパス内のホール等が使用された。
- 2012年5月に財団法人国際ソロプチミストにより、国際ソロプチミストシグマソサエティに認証された。
- 2012年6月24日及び8月16日、東邦音楽大学川越キャンパスにてTBS金曜ドラマ黒の女教師の撮影が行われた。